# Michael Guevara
Pour les articles homonymes, voir Guevara.
Michael Fidel Guevara Legua, surnommé Solanito, né le 10 juin 1984 à Lima au Pérou, est un footballeur international péruvien qui jouait en tant que milieu de terrain.

## Biographie

### Joueur en club
Formé à l'Universitario de Deportes, Michael Guevara y commence sa carrière en 2002 en devenant vice-champion du Pérou la même année. Il dispute avec la "U" les éditions 2002 et 2007 de la Copa Sudamericana (deux matchs par édition, sans but inscrit).
Même s'il passe l'essentiel de sa carrière au Pérou (outre l'Universitario, le Sport Boys, le Juan Aurich et l'Universidad San Martín entre autres), il connaît deux expériences à l'étranger : en Pologne au Jagiellonia Białystok en 2009, puis en Colombie au Once Caldas en 2013.

### Joueur en sélection
International péruvien, Michael Guevara compte 14 sélections entre 2011 et 2013 (aucun but marqué). Il dispute notamment la Copa América 2011 en Argentine où il se distingue en livrant deux passes décisives à Paolo Guerrero auteur de deux buts face à l'Uruguay (1-1) et au Mexique (1-0) lors du premier tour.

## Palmarès
| Universitario de Deportes - Championnat du Pérou : - Vice-champion : 2002. |  | CCD Los Caimanes - Championnat du Pérou D2 : - Vice-champion : 2015. |